# Dance Central 2
Dance Central 2 es un videojuego de música para Xbox 360 que utiliza el Kinect para funcionar. Es la secuela del juego Dance Central. El juego fue desarrollado por Harmonix, creadores de las franquicias de Guitar Hero y Rock Band, y es su segundo juego para Kinect. Fue anunciado el 6 de junio de 2011 en la feria de videojuegos E3 por parte de Harmonix. Una secuela titulada Dance Central 3 fue anunciado oficialmente en el E3 2011 y se estrenó el 25 de octubre de 2011.

## Novedades
Harmonix confirmó que el juego tendría un modo campaña y un modo multijugador, con dos modos: cooperativo y competitivo. La demostración mostró el seguimiento simultáneo del cuerpo completo de dos jugadores. Se crearon para esta entrega 5 clanes o grupos, con los personajes del juego, siendo estos Lu$h Crew, Riptide, Flash4wrd, Hi-Def y Glitterati. También se confirmó que los jugadores podrían importar canciones de Dance Central a Dance Central 2 poniendo el código que aparece en la parte trasera del manual de la primera entrega por un precio de 400 Microsoft Points, desde las del disco original hasta las descargadas, llegando a tener un acceso a más de 100 canciones. Hay 44 canciones bailables en dance central 2. Las canciones subrayadas en verde son versiones.
Las canciones subrayadas en rojo son las que se usan en el desafío final: 
| Canción                                    | Artista                                | Década | Difficultad (de 1 al 7) | Coreógrafo            | Equipo         | Avatar      | Venue        |
| ------------------------------------------ | -------------------------------------- | ------ | ----------------------- | --------------------- | -------------- | ----------- | ------------ |
| "Baby Got Back (Mix Mix)"                  | Sir Mix-a-Lot                          | 1990s  | 6                       | Chanel Thompson       | Riptide        | Emilia      | Invite Only  |
| "Bad Romance"                              | "Lady Gaga                             | 2000s  | 5                       | Marcos Aguirre        | The glitterati | Kerith      | Studio 675   |
| "Born This Way"                            | Lady Gaga                              | 2010s  | 5                       | Marcos Aguirre        | The glitterati | Kerith      | DCI HQ       |
| "Whip My Hair"                             | Willow Smith                           | 2010s  | 5                       | Spikey Soria          | Flash4wrd      | Li'l T      | DCI HQ       |
| "Bulletproof"                              | La Roux                                | 2000s  | 3                       | Marcos Aguirre        | Lu$h Crew      | Miss Aubrey | Studio 675   |
| "Club Can't Handle Me"                     | Flo Rida ft. David Guetta              | 2010s  | 3                       | Chanel Thompson       | Riptide        | Emilia      | DCI HQ       |
| "DJ Got Us Fallin' in Love"                | Usher ft. Pitbull                      | 2010s  | 5                       | Chanel Thompson       | Riptide        | Emilia      | DCI HQ       |
| "Mai Ai Hee (Dragostea Din Tei)"           | O-Zone                                 | 2000s  | 1                       | Ricardo Foster Jr.    | Hi-Def         | Glitch      | Studio 675   |
| "Grenade"                                  | Bruno Mars                             | 2010s  | 4                       | Marcos Aguirre        | Lu$h crew      | Ángel       | DCI HQ       |
| "Hot Stuff"                                | Donna Summer                           | 1970s  | 3                       | Chanel Thompson       | Flash4wrd      | Li'l T      | Free Skate   |
| "I Like It"                                | Enrique Iglesias ft Pitbull            | 2010s  | 3                       | Chanel Thompson       | Riptide        | Emilia      | DCI HQ       |
| "Toxic"                                    | Britney Spears                         | 2000s  | 7                       | Marcos Aguirre        | The Glitterati | Jaryn       | Studio 675   |
| "I Wish for You"                           | Exile                                  | 2010s  | 4                       | Kunle Oladehin        | Hi-Def         | Mo          | DCI HQ       |
| "Impacto (Remix)"                          | Daddy Yankee ft. Fergie                | 2000s  | 2                       | Frenchy Hernández     | Flash4wrd      | Taye        | Studio 675   |
| "Somebody to Love"                         | Justin Bieber                          | 2010s  | 6                       | Torey Nelson          | Hi-Def         | Mo          | DCI HQ       |
| "Meddle"                                   | Little Boots                           | 2000s  | 4                       | Marcos Aguirre        | The Glitterati | Kerith      | Studio 675   |
| "Like a G6"                                | Far East Movement ft. Cataracs and Dev | 2000s  | 6                       | Spikey Soria          | The Glitterati | Jaryn       | Studio 675   |
| "Massive Attack"                           | Nicki Minaj ft Sean Garrett            | 2000s  | 4                       | Devin Woolridge       | Riptide        | Bodie       | Studio 675   |
| "My Prerogative"                           | Bobby Brown                            | 1980s  | 4                       | Devin Woolridge       | Riptide        | Bodie       | Toprock Ave. |
| "Nothin' on You"                           | B.o.B ft. Bruno Mars                   | 2000s  | 3                       | Marcos Aguirre        | Lu$h Crew      | Miss Aubrey | Studio 675   |
| "Rude Boy"                                 | Rihanna                                | 2010s  | 3                       | Marcos A.& Frenchy H. | Flash4wrd      | Taye        | DCI HQ       |
| "Conceited (There's Something About Remy)" | Remy Ma                                | 2000s  | 5                       | Marcos Aguirre        | Flash4wrd      | Taye        | Studio 675   |
| "Run (I'm a Natural Disaster)"             | Gnarls Barkley                         | 2000s  | 6                       | Kunle Oladehin        | Hi-Def         | Mo          | Studio 675   |
| "Sandstorm"                                | Darude                                 | 1990s  | 1                       | Marcos aguirre        | The Glitterati | Kerith      | Invite Only  |
| "Satellite"                                | Lena                                   | 2010s  | 7                       | Spikey Soria          | The Glitterati | Jaryn       | DCI HQ       |
| "Reach"                                    | Atlantic Connection and Armanni Reign  | 2000s  | 1                       | Ricardo Foster Jr.    | Riptide        | Bodie       | Studio 675   |
| "Sexy Bitch"                               | David Guetta ft. Akon                  | 2000s  | 7                       | Torey Nelson          | Hi-Def         | Mo          | Studio 675   |
| "Technologic (canción)"                    | Daft Punk                              | 2000s  | 6                       | Torey Nelson          | Hi-Def         | Mo          | Studio 675   |
| "The Breaks"                               | Kurtis Blow                            | 1980s  | 2                       | Devin Wooldridge      | Lu$h Crew      | Ángel       | Toprock Ave. |
| "Oops(Oh My)"                              | Tweet ft. Missy Elliot                 | 2000s  | 3                       | Frenchy Hernández     | The Glitterati | Jaryn       | Studio 675   |
| "Last Night"                               | Diddy ft. Keyshia Cole                 | 2000s  | 2                       | Frenchy Hernández     | Lu$h Crew      | Miss Aubrey | Studio 675   |
| "The Humpty Dance"                         | Digital Underground                    | 1990s  | 2                       | Ricardo Foster Jr.    | Riptide        | Bodie       | Invite Only  |
| "This Is How We Do It"                     | Montell Jordan                         | 1990s  | 2                       | Ricardo Foster Jr.m   | Hi-Def         | Glitch      | Invite Only  |
| "Right Thurr"                              | Chingy                                 | 2000s  | 3                       | Franchy Hernández     | Flash4wrd      | Li'l T      | Studio 675   |
| "Venus"                                    | Bananarama                             | 1980s  | 2                       | Marcos Aguirre        | Lu$h Crew      | Miss Aubrey | Toprock Ave. |
| "You're a Jerk"                            | New Boyz                               | 2000s  | 3                       | Devin Wooldridge      | Hi-Def         | Glitch      | Studio 675   |
| "Turn Me On"                               | Kevin Lyttle                           | 2000s  | 2                       | Marcos Aguirre        | Lu$h Crew      | Ángel       | Studio 675   |
| "What is Love"                             | Haddaway                               | 1990s  | 5                       | Chanel Thompson       | Riptide        | Emilia      | Invite Only  |
| "Yeah!"                                    | Usher ft. Lil' Jon & Ludacris          | 2000s  | 5                       | Ricardo Foster Jr.    | Hi-Def         | Glitch      | Studio 675   |
| "Get Ur Freak On"                          | Missy Elliot                           | 2000s  | 7                       | Marcos Aguirre        | Flash4wrd      | Taye        | Studio 675   |
| "Real Love"                                | Mary J. Blige                          | 1990s  | 1                       | Marcos Aguirre        | Lu$h Crew      | Miss Aubrey | Invite Only  |
| "Fire Burning"                             | Sean Kingston                          | 2000s  | 3                       | Frenchy Hernández     | Lu$h Crew      | Miss Aubrey | Studio 675   |
| "Body To Body"                             | Electric Valentine                     | 2000s  | 3                       | Marcos Aguirre        | The Glitterari | Jaryn       | Studio 675   |
| "Goodies"                                  | Ciara ft. Petey Pablo                  | 2000s  | 4                       | Frenchy Hernández     | Flash4wrd      | Taye        | Studio 675   |

## Contenido Descargable
Hasta ahora se han confirmado estas canciones para descargar en el bazar Xbox Live por 240 Microsoft Points:
| Canción                                      | Artista                                         | Década | Difficultad (de 1 al 7) | Coreógrafo         | Equipo         | Avatar      | Venue        | Fecha de publicación    |
| -------------------------------------------- | ----------------------------------------------- | ------ | ----------------------- | ------------------ | -------------- | ----------- | ------------ | ----------------------- |
| "Marry the Night"                            | Lady Gaga                                       | 2010s  | 3                       | Marcos Aguirre     | The Glitterati | Jaryn       | DCI HQ       | 22 de noviembre de 2011 |
| "The Edge of Glory"                          | Lady Gaga                                       | 2010s  | 2                       | Marcos Aguirre     | Lu$h Crew      | Miss Aubrey | DCI HQ       | 22 de noviembre de 2011 |
| "Only Girl (In the World)"                   | Rihanna                                         | 2010s  | 7                       | Spikey Soria       | Flash4wrd      | Taye        | DCI HQ       | 20 de diciembre de 2011 |
| "What's My Name?"                            | Rihanna ft. Drake                               | 2010s  | 4                       | Frenchy Hernández  | Flash4wrd      | Li’l T      | DCI HQ       | 20 de diciembre de 2011 |
| "S&M"                                        | Rihanna                                         | 2010s  | 4                       | Marcos Aguirre     | The Glitterati | Kerith      | DCI HQ       | 20 de diciembre de 2011 |
| "Closer"                                     | Ne-Yo                                           | 2000s  | 3                       | Kunle Oladehin     | Hi-Def         | Mo          | Studio 675   | 10 de enero de 2012     |
| "Don't Touch Me (Throw da Water on 'Em)"     | Busta Rhymes                                    | 2000s  | 4                       | Devin wooldridge   | Riptide        | Bodie       | Studio 675   | 17 de enero de 2012     |
| "Gonna Make You Sweat (Everybody Dance Now)" | C+C Music Factory                               | 1990s  | 6                       | Chanel Thompson    | Riptide        | Emilia      | Invite Only  | 24 de enero de 2012     |
| "Forget You"                                 | Cee Lo Green                                    | 2010s  | 2                       | Devin wooldridge   | Hi-Def         | Glitch      | DCI HQ       | 31 de enero de 2012     |
| "Say Hey (I Love You)"                       | Michael Franti & Spearhead ft. Cherine Anderson | 2000s  | 2                       | Ricardo Foster Jr. | Riptide        | Bodie       | Studio 675   | 14 de febrero de 2012   |
| "Milkshake"                                  | Kelis                                           | 2000s  | 4                       | Marcos Aguirre     | Lu$h Crew      | Miss Aubrey | Studio 675   | 21 de febrero de 2012   |
| "Party Rock Anthem"                          | LMFAO ft. Lauren Bennett y GoonRock             | 2010s  | 6                       | Torey Nelson       | Hi-Def         | Mo          | DCI HQ       | 28 de febrero de 2012   |
| "Yeah 3x"                                    | Chris Brown                                     | 2010s  | 5                       | Torey Nelson       | Riptide        | Bodie       | DCI HQ       | 13 de marzo de 2012     |
| "Escapade"                                   | Janet Jackson                                   | 1980s  | 2                       | Chanel Thompson    | Riptide        | Emilia      | Toprock Ave. | 27 de marzo de 2012     |
| "Nasty"                                      | Janet Jackson                                   | 1980s  | 6                       | Marcos Aguirre     | Lu$h Crew      | Miss Aubrey | Toprock Ave. | 27 de marzo de 2012     |
| "We No Speak Americano"                      | Yolanda Be Cool ft. DCUP                        | 2010s  | 6                       | Ricardo Foster Jr. | Hi-Def         | Glitch      | DCI HQ       | 10 de abril de 2012     |
| "Commander"                                  | Kelly Rowland ft. David Guetta                  | 2010s  | 6                       | Marcos Aguirre     | The Glitterati | Kerith      | DCI HQ       | 17 de abril de 2012     |
| "Give Me Everything"                         | Pitbull ft. Ne-Yo, Afrojack y Nayer             | 2010s  | 4                       | Frenchy Henández   | Lu$h Crew      | Ángel       | DCI HQ       | 24 de abril de 2012     |
| "Spice Up Your Life"                         | Spice Girls                                     | 1990s  | 2                       | Marcos Agurres     | Flash4wrd      | Li'l T      | Invite Only  | 8 de mayo de 2012       |
| "Hello Good Morning"                         | Diddy - Dirty Money ft. T.I.                    | 2010s  | 5                       | Nick DeMoura       | Riptide        | Bodie       | DCI HQ       | 15 de mayo de 2012      |
| "Scenario"                                   | A Tribe Called Quest                            | 1990s  | 5                       | Devin Woolridge    | Hi-Def         | Glitch      | Invite Only  | 22 de mayo de 2012      |
| "Low"                                        | Flo Rida ft. T-Pain                             | 2000s  | 3                       | Chanel Thompson    | Flash4wrd      | Taye        | Studio 675   | 29 de mayo de 2012      |
| "Replay"                                     | Iyaz                                            | 2010s  | 5                       | Nick DeMoura       | Lu$h Crew      | Ángel       | DCI HQ       | 12 de junio de 2012     |
| "Hot In Here"                                | Nelly                                           | 2000s  | 5                       | Kunle Oladehin     | Hi-Def         | Mo          | Studio 675   | 19 de junio de 2012     |
| "Whine Up"                                   | Kat DeLuna ft. Elephant Man                     | 2000s  | 5                       | Marcos Aguirre     | Flash4wrd      | Li’l T      | Studio 675   | 26 de junio de 2012     |
| "Round & Round"                              | Selena Gomez & the Scene                        | 2010s  | 5                       | Nick DeMoura       | Lu$h Crew      | Angel       | DCI HQ       | 10 de julio de 2012     |
| "La La Land"                                 | Demi Lovato                                     | 2000s  | 2                       | Marcos Aguirre     | Flash4wrd      | Taye        | Studio 675   | 17 de julio de 2012     |
| "Never Say Never"                            | Justin Bieber ft. Jaden Smith                   | 2010s  | 4                       | Kunle Oladehin     | Hi-Def         | Mo          | DCI HQ       | 24 de julio de 2012     |
| "Down on Me"                                 | Jeremih ft. 50 Cent                             | 2010s  | 3                       | Marcos Aguirre     | Lu$h Crew      | Ángel       | DCI HQ       | 7 de agosto de 2012     |
| "O.P.P"                                      | Naughty by Nature                               | 1990s  | 7                       | Ricardo Foster     | Hi-Def         | Glitch      | Invite Only  | 14 de agosto de 2012    |
| "Let it rock"                                | Kevin Rudolf ft. Lil Wayne                      | 2000s  | 4                       | Marcos Aguirre     | Riptide        | Bodie       | Studio 675   | 21 de agosto de 2012    |
| "Promiscuous"                                | Nelly Furtado ft. Timbaland                     | 2000s  | 5                       | Marcos Aguirre     | Lu$h Crew      | Miss Aubrey | Studio 675   | 28 de agosto de 2012    |

## Avatares
Todos los personajes de Dance Central 2 tienen dos trajes que son desbloqueados al obtener 5 estrellas en todas las canciones de un equipo, Todos los personajes de Dance central original tienen el traje principal de la primera entrega. Los avatares en morado son nuevos
| Personaje   | Equipo         |
| ----------- | -------------- |
| Emilia      | Riptide        |
| Bodie       | Riptide        |
| Taye        | Flash4wrd      |
| Li'l T.     | Flash4wrd      |
| Miss Aubrey | Lu$h Crew      |
| Angel       | Lu$h Crew      |
| Kerith      | The Glitterati |
| Jaryn       | The Glitterati |
| Mo          | Hi-Def         |
| Glitch      | Hi-Def         |
| CYPH-56     | D-Cypher       |
| CYPH-78     | D-Cypher       |
| Dr. Tan     | D-Cypher Elite |
| CYPH-ELITE  | D-Cypher Elite |
| Shinju      | Ninja Crew     |
| Kichi       | Ninja Crew     |
| Marcos      | Icon Crew      |
| Frenchy     | Icon Crew      |

(*) Dr. Tan no era jugable en el juego original, pero se vio durante la escena final. El Ninja Rosa se llamaba "Twit Torlep a.k.a Pink Ninja" en el Dance Central, pero él consigue un nuevo nombre para la secuela.

## Campaña
La campaña, al comenzar la campaña, se muestra al Dr. tan viendo varias pantallas espiando a los equipos de baile de la ciudad luego todas forman el símbolo del equipo Riptide, enseguida se ríe con burla.
Luego escoges una canción y enseguida esta el equipo Riptide Emilia y Bodie ellos dicen:
- Emilia.- Las audiciones para tu grupo ya pasaron.
- Bodie.-Espera creo que estamos buscando potencial para este grupo.
- Emilia.-"Creo que no puedo apreciar el potencial, Esta bien veamos que sabes hacer".

Cuando acabas la canción se observa que tienes que conseguir 16 estrellas para desbloquear la canción principal del equipo "Baby Got Back (Mix Mix)" cuando sacas más de 4 estrellas. Emilia y bodie dice: 
Emilia.-Si de eso es de lo que estábamos hablando.
Bodie.-veras que nuestro grupo no es exclusivo en la ciudad la mayoría son agradables otros... bueno solo diles que -Riptide te dio esto, enseguida Bodie saca una carta con el símbolo de Riptide.
Luego se desbloquean dos nuevos retos: Flash4wrd y Lu$h Crew en ese orden.
Cuando eliges a Flash4wrd y Lil'T y Taye dicen:
Taye.-Bodie dice que vendrá una visita.
Lil'T.- Amm, humm si ¿cres que tienes lo suficiente?
Luego al sacar 16 estellas desbloqueas "Goodies" al sacar más de 4 estrellas Taye y Lil'T dicen:
Lil'T.-creo que somos gemelos.
Taye.-¿Será suficiente para vencer a los gemelos Glitterati?
Lil'T.-Por favor deja que yo me encargue de ellos, No me asustan unos gemelos vanidosos que viven en un rascacielos.
Taye.-Si chica dilo de nuevo sin tu luz de noche; no pierdas la concentración y has lo tuyo, enseguida sacar la carta de Flash4wrd.
Cuando terminas con Flash4wrd pasas a Lu$h Crew y están hablando. Miss Aubrey y Angel dicen:
Angel.-Epa quieres venir a la fiesta.
Miss Aubrey.-Escucha esta es la persona de la que todos están hablando.
Angel.-quieres estar en la tripulación con mi chica y yo.
Miss Aubrey.-A que te refieres con nuestro velero...
cuando obtienes 16 estrellas se desbloquea "Turn Me On". cuando sacas más de 4 estrellas Angel y Miss Aubrey dice: .-Es oficial tienes la habilidad suficiente para unirtenos ¿sientes que te mueres?, ¡Te estas muriendo!.
Angel.-Excelente ¡todos se ven bien aquí! en especial tu darling (Miss Aubrey).
Miss Aubrey.-Si, eso nunca va a pasar.
Luego Angel saca la carta de Lu$h Crew.
Luego se desbloquea el equipo Hi-Def ellos están hablando y dicen:
Glitch.-Hey tu ¿eres espía de los Glitterati?
Mo.-Hey cambia tu estado de enojo a tranquilo tal vez quiera bailar.
Cuando obtienes 16 estrellas se desbloquea "Somebody to Love", y luego Mo y Glitch dicen:
Glitch.-¡Hey eres igualito a Mo! este... bueno...
Mo.-Estas listo para ir con esos fenomeros de la torre nosotros seguiremos aquí abajo si me comprendes.
enseguida Mo saca la carta de Hi-Def.
Luego se desbloquea el equipo Glitterati y cuando eliges la canción Kerith y Jaryn dicen:
Kerith.-imagina hermanita que estas en la cima de un hormiguero y estas frente a mis pies rendida.
Jaryn.-Si no me gustaría estar en esa posición.
Kerith.-y bien ¿quieres bailar?
cuando sacas 16 estrellas desbloqueas "Born This Way" y cuando obtienes 4 estrellas ellos dicen:
Kerith.-Al parecer te subestimamos y te has ganado la corona de nuestro equipo. Pero notaras que es muy pesada para tu cabeza.
Jaryn.-Felicidades (con sarcasmo) bienvenido a la familia.
Enseguida Jaryn avienta la carta de los Glitterati.